# Šumšu
Šumšu (in russo Шумшу; in giapponese 占守島, Shumushu-tō) è un'isola russa che fa parte dell'arcipelago delle Isole Curili, situata tra il Mare di Ochotsk e l'Oceano Pacifico settentrionale. Amministrativamente fa parte del Severo-Kuril'skij rajon dell'oblast' di Sachalin, nel Circondario federale dell'Estremo Oriente. Il suo nome in lingua ainu significa "buona isola".
L'isola non ha una popolazione permanente, quella sedentaria si è spostata su Paramušir, ci sono solo i guardiani del faro che si trova su Šumšu; in precedenza esistevano gli insediamenti di Bajkovo, Šutovo, Šumnyj (a ovest), Babuškino, a sud, e Kurbatovo, a nord, (Байково, Шутово, Шумный, Бабушкино, Курбатово).

## Geografia
L'isola si trova nella parte nord delle isole Curili ed è la più settentrionale. Šumšu è separata da Paramušir dallo stretto Vtoroj Kuril'skij (Второй Курильский пролив), di soli 2 km di larghezza; la sua punta nord, capo Kurbatova (мыс Курбатова), dista 11 km da capo Lopatka (мыс Лопатка), l'estremità sud della Kamčatka, da cui è separata dallo stretto Pervyj Kuril'skij. La sua superficie è di 231,4 km², è lunga 30 km e larga 20 km, e raggiunge un'altezza massima di 189 m s.l.m. sul monte Macugo (гора Мацуго), nella parte meridionale dell'isola. Il terreno, composto da rocce vulcaniche, è collinare e l'isola ha numerosi corsi d'acqua ed è costellata da molte paludi e laghi; il lago più grande si trova vicino alla costa occidentale.

## Storia
Šumšu era abitata dal popolo degli Ainu, la cui sopravvivenza era garantita dalla pesca abbondante e dalla presenza di mammiferi marini.
L'isola appare su una mappa ufficiale dei territori del clan Matsumae, un dominio feudale del periodo Edo in Giappone (1644).
Nel 1711, Šumšu fu esplorata dalla spedizione del cosacco jakuto Ivan Petrovič Kozyrevskij e frequentata dai commercianti russi di pellicce. Nonostante il dominio Matsumae sull'isola, questa è di fatto rimasta al di fuori del controllo giapponese. La sovranità dell'Impero russo su Šumšu è stata confermata dai termini del Trattato di Shimoda nel 1855.
Nel 1875, la sovranità fu trasferita all'Impero giapponese con il Trattato di San Pietroburgo insieme al resto delle isole Curili.
La sua occupazione da parte sovietica avvenne alla fine della seconda guerra mondiale (il 18 agosto 1945), occupazione che si estese fino a Urup (la più meridionale delle Curili) il 27 dello stesso mese.
Šumšu è attualmente parte della Federazione Russa.